# Easter Sunday
Pour plus de détails, voir Fiche technique et Distribution.
Easter Sunday ou Dimanche de Pâques au Québec est une comédie américaine réalisée par Jay Chandrasekhar, sorti en 2022.

## Fiche technique
Sauf indication contraire, les informations mentionnées dans cette section peuvent être confirmées par les bases de données cinématographiques IMDb et Allociné,  présentes dans la section « Liens externes ».
- Titre original et français : Easter Sunday
- Titre québécois : Dimanche de Pâques[1]
- Réalisation : Jay Chandrasekhar
- Scénario : Kate Angelo et Ken Cheng, d'après une histoire de Ken Cheng
- Musique : Dan the Automator
- Décors : Michael Joy
- Costumes : Patricia J. Henderson
- Photographie : Joe Collins
- Son : Dan Gamache, Darren King, Gregory King
- Montage : Steven Sprung
- Production : Jonathan Eirich, Courtney Gardiner et Dan Lin
  - Production déléguée : Holly Bario, Ken Cheng, Jessica Gao, Jo Koy, Seth William Meier, Joe Meloche, Nick Reynolds et Jimmy O. Yang
- Sociétés de production : Amblin Partners, Dreamworks Pictures, RideBack et Universal Pictures
- Sociétés de distribution : Universal Pictures (États-Unis) ; Universal Pictures International (France)
- Budget : 17 millions USD[2]
- Pays de production :  États-Unis
- Langue originale : anglais
- Format : couleur — Digital — 1,85:1 — son Stéréo (5.1 surround)
- Genre : comédie
- Durée : 96 minutes
- Dates de sortie[3] :
  - États-Unis, Québec : 5 août 2022[1]
  - France : 31 août 2022
- Classification[4] :
  - États-Unis : accord parental recommandé, film déconseillé aux moins de 13 ans (PG-13 - Parents Strongly Cautioned)[N 1]
  - Québec : tous publics (G - General Rating)[1]

## Distribution
- Jo Koy (VF : Stéphane Ronchewski ; VQ : Frédérik Zacharek) : Joe Valencia
- Tiffany Haddish (VF : Corinne Wellong ; VQ : Florence Blain Mbaye) : Vanessa
- Lydia Gaston (VQ : Johanne Garneau) : Susan
- Eva Noblezada : Ruth
- Brandon Wardell (VQ : Nicolas Poulin) : Junior
- Tia Carrere (VQ : Marie-Andrée Corneille) : Tita Theresa
- Asif Ali : Dev Deluxe
- Jimmy O. Yang : Marvin Ma
- Melody Butiu (VQ : Valérie Gagné) : Tita Yvonne
- Joey Guila (VQ : Thiéry Dubé) : Tito Manny
- Elena Juatco (VQ : Kim Jalabert) : Regina
- Rodney Perry (VQ : Widemir Normil) : Père Hildo
- Jay Chandrasekhar (VF : Loic Guingand) : Nick
- Eugene Cordero (VQ : Gabriel Lessard) : lui-même
- Lou Diamond Phillips (VQ : Gilbert Lachance) : lui-même
- Rodney To (VQ : Alain Zouvi) : Tito Arthur

## Production

### Attribution des rôles
- Easter Sunday du réalisateur Jay Chandrasekhar a été annoncé le 16 février 2021, ayant pour acteur vedette Jo Koy (en)[5].
- En avril, Eva Noblezada (en) et Brandon Wardell (en) ont rejoint le casting[6].
- En mai, Lou Diamond Phillips a été choisi pour incarner une version fictive de lui-même[7].
- Le 29 mai, Sharon Cuneta a révélé qu'elle devait initialement jouer dans le film, mais qu'elle avait dû abandonner en raison d'un test COVID-19 faussement positif, son rôle a été attribué à Tia Carrere[8].
- En juillet, Universal Pictures a confirmé que Jimmy O. Yang, Lydia Gaston, Rodney To, Jay Chandrasekhar et Tiffany Haddish faisaient partie du casting[9].

### Tournage
Le tournage principal a commencé le 3 mai 2021 à Vancouver, jusqu'au 18 juin 2021.
Le film n'a jamais été tourné à Daly City, en Californie, en raison des règles de circulation strictes imposées pour obtenir un permis de tournage.